# Lycée Mathieu-Bouké
Le Lycée Mathieu Bouké de Parakou, est un établissement d'enseignement général public béninois. Il est situé dans la ville de Parakou, département du Borgou au Nord du Bénin.

## L'établissement

### Histoire
Le Lycée Mathieu Bouké est créé en décembre 1964.
Après cinquante d'existence, l’établissement a fêté son cinquantenaire en décembre 2014.
C'est à cette occasion que Médé Moussa Yaya, le premier proviseur entre octobre 1967 et octobre 1973 et Bernard Catrayé, le premier surveillant général béninois du lycée Mathieu Bouké, ont été décoré par le ministère de l'Enseignement secondaire au Bénin, pour leurs bons et loyaux services rendus à la nation. Cette célébration a permis d'élever ces deux personnes aux grades de l’ordre national du Bénin. Ainsi, l'ancien professeur certifié à la retraite prend son siège à ce rang le 20 décembre 2014, à la suite du décret N°2015-060 09 février 2015 portant promotion à titre exceptionnel et civil dans l'Ordre National du Bénin de Monsieur Mede Moussa Yaya,,,,,,.

### Organisation administrative
L''établissement est dirigé par un proviseur et des surveillants. Il est sous la tutelle du ministère de l'Enseignement secondaire au Bénin.

### Infrastructures
Le Lycée Mathieu Bouké dispose de plusieurs terrains de sports et une médiathèque ,,.

## Formation
Le Lycée Mathieu Bouké de Parakou prépare en 6 ans au Brevet d’Études Primaires et au Baccalauréat.

### Anciens proviseurs
- Médé Moussa Yaya, le premier proviseur entre octobre 1967 et octobre 1973

## Personnalités liées
Plusieurs personnalités y ont fréquentés dont le président Boni Yayi, les ministres François Abiola,  Alassane Djimba Soumanou, Ali Yerima. 